# Соавина (окръг Бетафо)
Вижте пояснителната страница за други значения на Соавина.
Соавина (на малгашки: Soavina) е селище и община в централен Мадагаскар, провинция Антананариву, регион Вакинанкаратра, окръг Бетафу. Населението на общината през 2001 година е 20 169 души.